# DPMM FC
DPMM FC(Brunei Duli Pengiran Muda Mahkota Football Club)는 브루나이의 축구단이다. 현재는 말레이시아 슈퍼리그에 참가하고 있다.

## 우승
- 브루나이 프리미어리그: 2002, 2004, 2019
- 싱가포르 프리미어리그: 2015, 2019
- 브루나이 FA컵: 2004
- 브루나이 슈퍼컵: 2002, 2004
- 싱가포르 리그컵: 2009, 2012, 2014

## 선수 명단

### 현역
참고: FIFA 자격 규정에 따라 소속된 국가대표팀 국기를 표시합니다. 선수는 복수의 FIFA 비회원국 국적을 가지고 있을 수 있습니다.
| 번호 | 포지션 | 국적         | 이름             |
| ---- | ------ | ------------ | ---------------- |
| 7    | MF     | 브루나이     | 아즈완 알리 라만 |
| 10   | MF     | 아프가니스탄 | 파샤드 누르      |

| 번호 | 포지션 | 국적     | 이름             |
| ---- | ------ | -------- | ---------------- |
| 17   | FW     | 브루나이 | 하크므 야짓 사잇 |

## 역대 감독
| 감독              | 임기      |
| ----------------- | --------- |
| 스티브 킨         | 2013~2023 |
| 제이미 맥알리스터 | 2024~     |